# Tom Naylor
Tom Naylor (Kirkby-in-Ashfield, 28 giugno 1991) è un calciatore inglese, centrocampista o difensore del Chesterfield.

## Carriera
Cresce nelle giovanili del Mansfield Town prima e del Derby County poi, debutta in prima squadra il 17 marzo 2012, nella vittoria per 1-2 contro il Doncaster.
Dopo vari prestiti tra cui Newport County e Cambridge Utd trova continuità al Burton Albion, dove contribuisce alla doppia promozione, passando dalla League Two alla Championship del club dell'East Staffordshire. L'8 giugno 2018, firma un triennale per il Portsmouth. Nel giugno del 2021 firma con il Wigan.

## Statistiche

### Presenze e reti nei club
Statistiche aggiornate al 20 maggio 2025.
| Stagione             | Squadra              | Campionato           | Campionato | Campionato | Coppe nazionali | Coppe nazionali | Coppe nazionali | Coppe continentali | Coppe continentali | Coppe continentali | Altre coppe | Altre coppe | Altre coppe | Totale | Totale |
| Stagione             | Squadra              | Comp                 | Pres       | Reti       | Comp            | Pres            | Reti            | Comp               | Pres               | Retin              | Comp        | Pres        | Reti        | Pres   | Reti   |
| -------------------- | -------------------- | -------------------- | ---------- | ---------- | --------------- | --------------- | --------------- | ------------------ | ------------------ | ------------------ | ----------- | ----------- | ----------- | ------ | ------ |
| 2011-2012            | Derby County         | FLC                  | 8          | 0          | FACup           | 1               | 0               | -                  | -                  | -                  | -           | -           | -           | 9      | 0      |
| set. 2012            | Derby County         | FLC                  | 0          | 0          | CdL             | 1               | 0               | -                  | -                  | -                  | -           | -           | -           | 1      | 0      |
| Totale Derby Country | Totale Derby Country | Totale Derby Country | 8          | 0          |                 | 2               | 0               |                    | -                  | -                  |             | -           | -           | 10     | 0      |
| 2012-2013            | Brentford            | FL2                  | 5          | 0          | CdL             | 2               | 0               | -                  | -                  | -                  | -           | -           | -           | 7      | 0      |
| 2013-2014            | Newport County       | FL2                  | 33         | 1          | FACup+CdL       | 3+3             | 1               | -                  | -                  | -                  | -           | -           | -           | 39     | 2      |
| 2014-gen. 2015       | Cambridge Utd        | FL2                  | 8          | 0          | FACup           | 2               | 0               | -                  | -                  | -                  | -           | -           | -           | 10     | 0      |
| gen.-giu.2015        | Burton Albion        | FL2                  | 17         | 0          | -               | -               | -               | -                  | -                  | -                  | -           | -           | -           | 17     | 0      |
| 2015-2016            | Burton Albion        | FL1                  | 41         | 6          | CdL             | 1               | 0               | -                  | -                  | -                  | -           | -           | -           | 42     | 6      |
| 2016-2017            | Burton Albion        | FLC                  | 33         | 3          | FACup+CdL       | 1+2             | 0               | -                  | -                  | -                  | -           | -           | -           | 36     | 3      |
| 2017-2018            | Burton Albion        | FLC                  | 33         | 3          | FACup+CdL       | 1+3             | 0+1             | -                  | -                  | -                  | -           | -           | -           | 37     | 4      |
| Totale Burton Albion | Totale Burton Albion | Totale Burton Albion | 124        | 12         |                 | 8               | 1               |                    | -                  | -                  |             | -           | -           | 132    | 13     |
| 2018-2019            | Portsmouth           | FL1                  | 43+2       | 4          | FACup+CdL       | 4+1             | 0               | -                  | -                  | -                  | -           | -           | -           | 50     | 4      |
| 2019-2020            | Portsmouth           | FL1                  | 33         | 1          | FACup+CdL       | 3+3             | 0               | -                  | -                  | -                  | -           | -           | -           | 39     | 1      |
| 2020-2021            | Portsmouth           | FL1                  | 46         | 6          | FACup+CdL       | 3+2             | 2               | -                  | -                  | -                  | -           | -           | -           | 51     | 8      |
| Totale Portsmouth    | Totale Portsmouth    | Totale Portsmouth    | 112+2      | 11         |                 | 16              | 2               |                    | -                  | -                  |             | -           | -           | 140    | 13     |
| 2021-2022            | Wigan                | FL1                  | 43         | 3          | FACup+CdL       | 2+2             | 0               | -                  | -                  | -                  | EFL         | 1           | 1           | 48     | 4      |
| 2022-2023            | Wigan                | FLC                  | 36         | 2          | FACup           | 2               | 1               | -                  | -                  | -                  | -           | -           | -           | 38     | 3      |
| Totale Wigan         | Totale Wigan         | Totale Wigan         | 79         | 5          |                 | 6               | 1               |                    | -                  | -                  |             | 1           | 1           | 86     | 7      |
| 2023-2024            | Chesterfield         | FC                   | 44         | 11         | FACup           | 3               | 1               | -                  | -                  | -                  | -           | -           | -           | 47     | 12     |
| 2024-2025            | Chesterfield         | FL2                  | 40+2       | 4          | FACup+CdL       | 2+1             | 0               | -                  | -                  | -                  | EFL         | 2           | 0           | 47     | 4      |
| Totale Chesterfield  | Totale Chesterfield  | Totale Chesterfield  | 84+2       | 15         |                 | 6               | 1               |                    | -                  | -                  |             | -           | -           | 94     | 16     |
| Totale Carriera      | Totale Carriera      | Totale Carriera      | 467        | 44         |                 | 48              | 6               |                    | -                  | -                  |             | 3           | 1           | 518    | 51     |

## Palmarès

### Club

#### Competizioni nazionali
- Campionato inglese di quarta divisione: 1

Burton: 2014-2015
- Football League One: 1

Wigan: 2021-2022
- National League: 1

Chesterfield: 2023-2024